# 富士見台 (弘前市)
富士見台（ふじみだい）は、青森県弘前市の地名。郵便番号は036-8143。

## 地理
住宅地で弘南鉄道大鰐線沿線、聖愛中高前駅・千年駅間の西側に位置する町。北は中野、西から南にかけて原ケ平、線路をはさんで東は松原西に接する。

## 歴史

### 沿革
- 1973年（昭和48年）～現在 - 原ケ平の一部から分離、富士見台一・二丁目になる。

### 地名の由来
津軽富士と呼ばれる岩木山をよく眺められる高台に位置することから。

## 世帯数と人口
2017年（平成29年）6月1日現在の世帯数と人口は以下の通りである。
| 丁目           | 世帯数  | 人口  |
| -------------- | ------- | ----- |
| 富士見台一丁目 | 241世帯 | 601人 |
| 富士見台二丁目 | 16世帯  | 31人  |
| 計             | 257世帯 | 632人 |

## 施設

### 商業
- 亀谷内装
- 尾崎商店
- 繁田建築設計

### 工業
- カワサキ設備工業所

### 公共
- 富士見台集会所

### その他
- 富士見台配水場

## 小・中学校の学区
市立小・中学校に通う場合、学区は以下の通りとなる。
| 町丁           | 番・番地 | 小学校             | 中学校           |
| -------------- | -------- | ------------------ | ---------------- |
| 富士見台一丁目 | 全域     | 弘前市立文京小学校 | 弘前市立南中学校 |
| 富士見台二丁目 | 全域     | 弘前市立千年小学校 | 弘前市立南中学校 |